# 于文虎
于文虎（1941年12月10日—2001年08月28日），江苏无锡人，出生于江苏苏州，火力发电专家，中国工程院院士，曾任山东电力集团公司副总工程师。

## 履历
1966年，毕业于清华大学动力系燃气轮机专业。1992年，考上清华大学热力汽轮机械专业博士研究生。1995年，获取博士学位。1999年，当选中国工程院院士。